# (8425) Zirankexuejijin
(8425) Zirankexuejijin est un astéroïde de la ceinture principale.

## Description
(8425) Zirankexuejijin est un astéroïde de la ceinture principale. Il fut découvert le 14 février 1997 à la station de Xinglong par le programme Beijing Schmidt CCD Asteroid Program. Il présente une orbite caractérisée par un demi-grand axe de 2,26 UA, une excentricité de 0,07 et une inclinaison de 3,7° par rapport à l'écliptique.

## Compléments